# Јуради
Јуради (итал. Giuradi)) је насељено место у Истарској жупанији, Република Хрватска. Административно је у саставу Града Бузета.

## Становништво
Према задњем попису становништва из 2001. године у насељу Јуради живело је 69 становника који су живели у 21 породичном домаћинству.
Кретање броја становника по пописима 1857—2001.
| година пописа  | 1857. | 1869. | 1880. | 1890. | 1900. | 1910. | 1921. | 1931. | 1948. | 1953. | 1961. | 1971. | 1981. | 1991. | 2001. |
| бр. становника | 54    | 58    | 135   | 124   | 138   | 152   | 0     | 0     | 154   | 140   | 132   | 99    | 94    | 84    | 69    |

Напомена:У 1921. и 1931. подаци су садржани у насељу Рачице, као и део података у 1857. и 1869.